# Pièce de 5 francs Semeuse (1960)
Pour les articles homonymes, voir 5 francs.
Le type Semeuse a été créé en 1897 par Oscar Roty et a tout de suite été utilisé pour des pièces en argent.
Il a ensuite été réutilisé sur des pièces lors du passage au nouveau franc. D'où la création de cette pièce.
La pièce a d'abord été frappée sur des flans en argent, puis, à la suite de la montée du prix de ce métal, sur des flans en cupro-nickel. Elle aura été la dernière pièce française en métal précieux à circuler réellement, au moins pendant quelques années malgré sa thésaurisation massive: les pièces émises ultérieurement en argent ou en or, francs ou euros, même quand elles seront assorties d'un cours légal, ne s'échangeront qu'entre collectionneurs.

## La Cinq francs Semeuse en argent
Cette pièce de 28,98 mm de diamètre pèse 12 grammes et est constituée de 10 grammes d’argent pur, le reste étant composé de cuivre avec une tolérance de 3 ‰.
La tranche de la pièce est en relief avec l'inscription « Liberté ✩ Égalité ✩ Fraternité ✩✩ ». Il existe également des faux d'époque ,.

### Frappes courantes en argent
| millésime | tirage     | remarques                                       | Cote en SUP58 | Cote en SPL63 | Cote en FDC65 |
| --------- | ---------- | ----------------------------------------------- | ------------- | ------------- | ------------- |
| 1959      | 48         | Présérie, sans le mot essai                     | 2500*         | 3200          | 4000          |
| 1959      | 4000       | Essais avec grand "5"                           | 350           | 550           | 550*          |
| 1959      | inclus     | Essai avec petit "5" (le petit "5" sera choisi) | 2500*         | 3200          | 4000          |
| 1960      | 55 082 000 |                                                 | 5             | 13            | 35*           |
| 1961      | 15 630 000 |                                                 | 10            | 15            | 30*           |
| 1962      | 42 500 000 |                                                 | 5             | 15            | 35*           |
| 1963      | 37 936 000 |                                                 | 5             | 12            | 30*           |
| 1964      | 32 403 600 |                                                 | 5             | 12            | 30*           |
| 1965      | 5 156 000  |                                                 | 12            | 20            | 35*           |
| 1966      | 5 017 171  |                                                 | 10            | 15            | 50*           |
| 1967      | 702 305    |                                                 | 15            | 30            | 50*           |
| 1968      | 357 000    |                                                 | 20            | 40            | 50*           |
| 1969      | 504 050    |                                                 | 15            | 25            | 45*           |

Les cotes sont exprimées en € et l'astérisque (*) correspond au grade de la Collection Idéale. Les monnaies frappées entre 1960 à 1969 et ayant un état de conservation inférieur à SUP58 ont la valeur du métal,.

#### Description des états de conservation[2]
TTB: Le haut de la manche à l'épaule gauche se distingue encore.
SUP: Le pli du drapé sur la cuisse a déjà presque disparu.
SPL: Traces de manipulation sur le pli du drapé de la robe sur la cuisse ; la plus grande partie du brillant de frappe est encore présente.

FDC: Pièce parfaite avec son brillant de frappe, aucune trace de manipulation et pli du drapé intact. A vérifier avec un œilleton x 10.

## La Cinq francs Semeuse en nickel
Les cours du métal argent étant en augmentation rapide, la somme obtenue par la mise en circulation des pièces se rapprochait trop de la valeur faciale de la pièce et il y avait risque de thésaurisation. Les autorités ont donc dû passer à un métal moins noble : le cupronickel. Le même problème s'est posé pour les pièces de 10 francs.
L'aspect de la nouvelle pièce est presque identique trait pour trait à celle en argent. On peut tout au plus noter une légère réduction d'échelle du dessin de l'avers conjointement à une augmentation de la hauteur de la police d'écriture de l'inscription "REPUBLIQUE FRANÇAISE". Au revers cette réduction d'échelle est très faible et la position des différents est légèrement modifiée. Les principales différences se situent au niveau du listel plus fin et surtout de la tranche qui est à présent striée. L'éclat de la pièce est aussi différent en raison d'une nouvelle composition avec des flans ayant une âme en cupronickel (cuivre 750‰, nickel 250‰) et un plaquage en nickel pur qui entraîne aussi une diminution de la masse qui passe à 10 g.

### Frappes courantes en nickel
| millésime   | numéro catalogue | tirage      | remarques                                                         |
| ----------- | ---------------- | ----------- | ----------------------------------------------------------------- |
| 1960 à 1968 |                  | ???         | Préséries très peu de frappées, essai                             |
| 1969        |                  | ???         | Présérie sans le mot « essai »                                    |
| 1970        | F.341/1          | 5 000       | Essai                                                             |
| 1970        | F.341/2          | 57 890 000  | Frappe courante                                                   |
| 1971        | F.341/3          | 142 204 000 |                                                                   |
| 1972        | F.341/4          | 45 492 000  |                                                                   |
| 1973        | F.341/5          | 45 000 000  |                                                                   |
| 1974        | F.341/6          | 26 888 000  | Jusqu'à cette année le différent de droite était une chouette     |
| 1975        | F.341/7          | 16 712 000  | À partir de cette année le différent de droite devient un dauphin |
| 1976        | F.341/8          | 1 630 000   |                                                                   |
| 1977        | F.341/9          | 460 000     |                                                                   |
| 1978        | F.341/10         | 30 022 000  |                                                                   |
| 1979        | F.341/11         | 10 000      |                                                                   |
| 1980        | F.341/12         | 60 000      | Uniquement Fleur de coin                                          |
| 1981        | F.341/13         | 24 000      | Le millésime devient courbe                                       |
| 1982        | F.341/14         | 32 200      |                                                                   |
| 1983        | F.341/15         | 84 400      |                                                                   |
| 1984        | F.341/16         | 36 400      |                                                                   |
| 1985        | F.341/17         | 7 600       |                                                                   |
| 1986        | F.341/18         | 13 000      | Uniquement Fleur de coin et BU                                    |
| 1987        | F.341/19         | 19 982 000  |                                                                   |
| 1988        | F.341/20         | 85 000      |                                                                   |
| 1989        | F.341/21         | 83 000      |                                                                   |
| 1990        | F.341/22         | 14 990 000  |                                                                   |
| 1991        | F.341/23         | 7 488 000   |                                                                   |
| 1991        | F.341/24         | 7 488 000   |                                                                   |
| 1992        | F.341/25         | 9 966 000   |                                                                   |
| 1992        | F.341/26         | 9 966 000   |                                                                   |
| 1993        | F.341/27         | 14 970 000  |                                                                   |
| 1993        | F.341/28         | 14 970 000  |                                                                   |
| 1994        | F.341/29         | 9 970 000   | Différent dauphin                                                 |
| 1994        | F.341/30         | 9 970 000   | Différent abeille                                                 |
| 1995        | F.341/31         | 19 980 013  |                                                                   |
| 1996        | F.341/32         | 17 013      |                                                                   |
| 1997        | F.341/33         | 15 000      | BU                                                                |
| 1998        | F.341/34         | 25 000      | BU                                                                |
| 1999        | F.341/35         | 25 500      | BU                                                                |
| 2000        | F.341/36         | 100 000     | BU                                                                |
| 2001        | F.341/37         | 125 000     | BU - Différent fer à cheval                                       |

### Frappes commémoratives
Cinq pièces commémoratives différentes sont émises à partir de 1989. Dérivées de la Semeuse en nickel courante, elles sont frappées dans les mêmes flans avec âme en cupronickel et plaquage en nickel pur et pour certaines également dans des métaux précieux (argent, or, voire platine), aux tirages limités destinés aux collectionneurs. Ayant cours légal, ces pièces sont mises en circulation au sein de la population au prix de leur valeur faciale à l'exception de la Cinq francs Cinquantenaire de l'ONU dont la frappe en métal commun n'existe qu'en qualité Brillant universel à faible tirage réservé aux collectionneurs.
| millésime | numéro catalogue | tirage     | désignation de l'émission           |
| --------- | ---------------- | ---------- | ----------------------------------- |
| 1989      | F.342            | 9 774 000  | Cinq francs Tour Eiffel             |
| 1992      | F.343            | 10 000 352 | Cinq francs Mendès France           |
| 1994      | F.344            | 15 000 031 | Cinq francs Voltaire                |
| 1995      | F.345            | 250 000    | Cinq francs Cinquantenaire de l'ONU |
| 1996      | F.346            | 4 976 213  | Cinq francs Hercule de Dupré        |

## Galerie

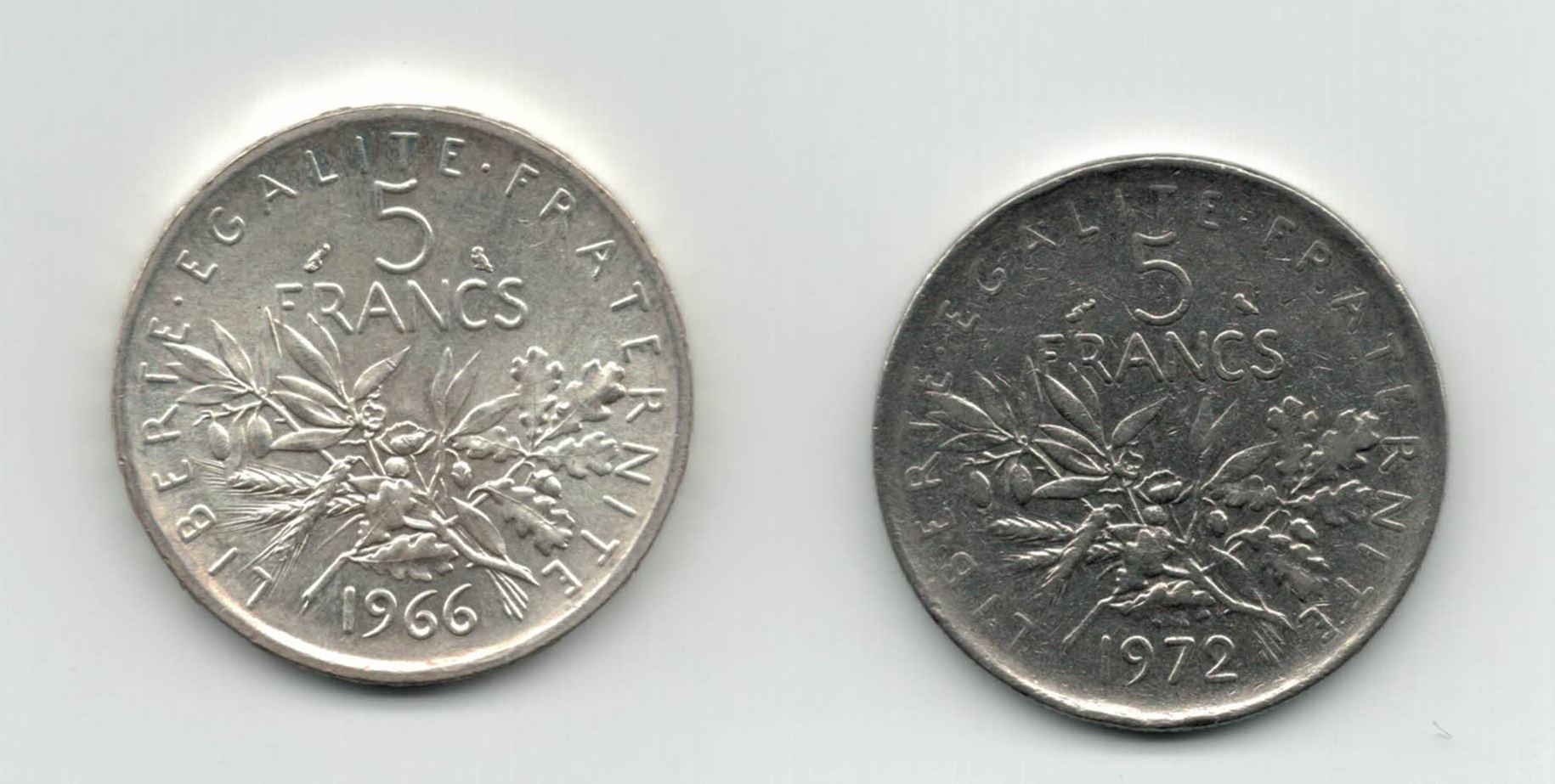
Distinction des pièces de 5 francs en argent et en ferronickel
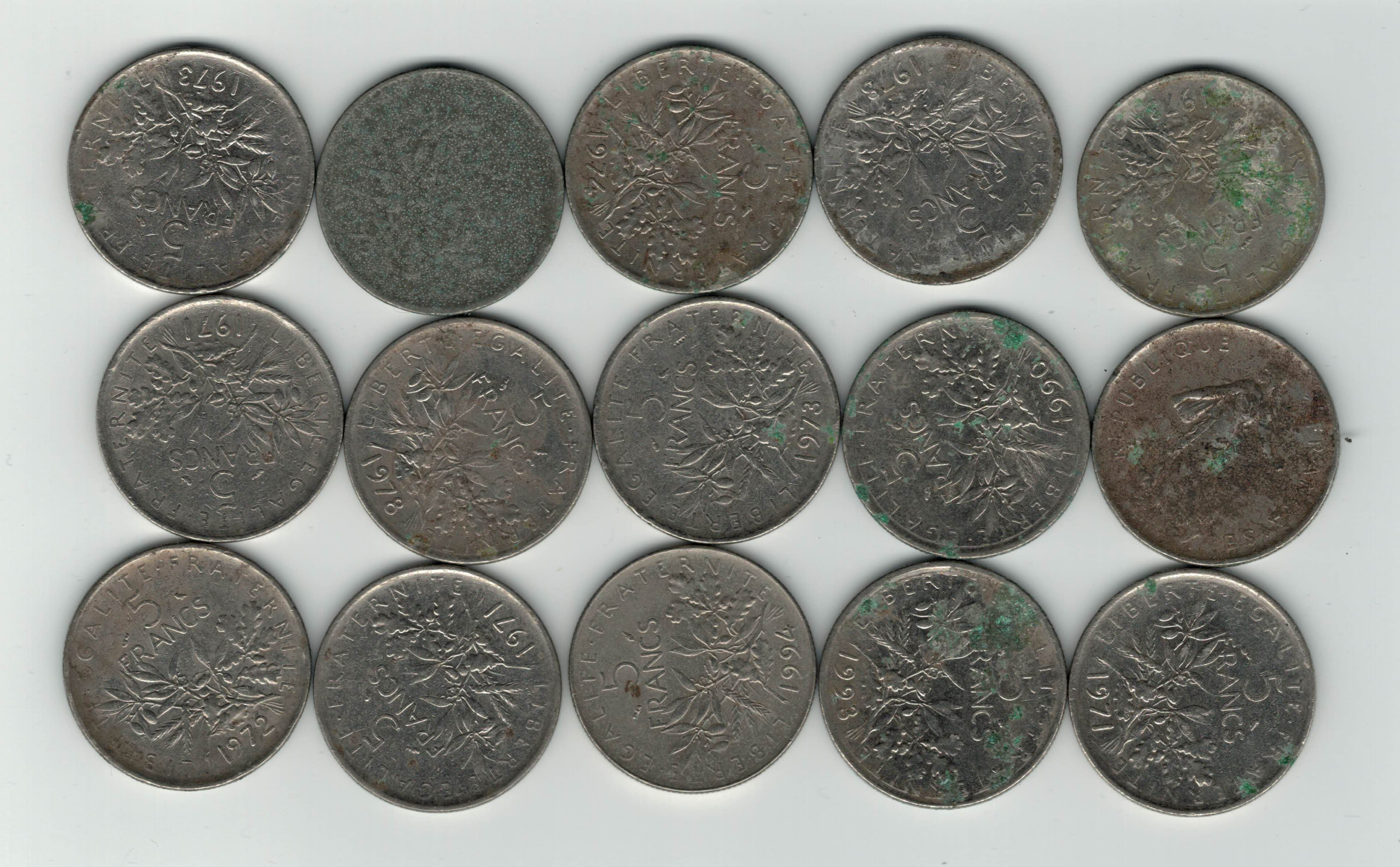
Fausses pièces de 5 francs en Ferronickel (oxydées et magnétiques)

## Sources
- Décret nº69-890 du 24 septembre 1969 autorisant la fabrication de nouvelles pièces de 5 F, JORF no 231 du 2 octobre 1969, p. 9765, sur Légifrance
- Victor Gadoury, Monnaies Françaises 1789-1979
- René Houyez, Valeur des Monnaies de France, éditions Garcen
- Compagnie Générale de Bourse